# Акмурун (гора)
Акмуру́н (баш. Аҡморон) — гора в Ишимбайском районе Башкортостана на правом берегу реки Большая Кудашка. Абсолютная высота — 707,4 м. Склоны крутые, восточная часть обрывается к реке. На западном склоне берёт начало река Осила (приток Алагузлы).

## Состав
Алевролиты, сланцы рифея, песчаники.

## Ландшафты
Липовые и берёзово-осиновые леса.

## Топонимика
С башкирского языка Аҡморон — буквально «белый нос», исходное значение — белый или южный (Аҡ); мыс, выступ (морон).